# Bruce Kirby
Pour les articles homonymes, voir Kirby.
Bruce Kirby, nom de scène de Bruno Giovanni Quidaciolu, né le 28 avril 1925 à New York (État de New York) et mort le 24 janvier 2021 à Los Angeles (Californie), est un acteur américain.

## Biographie

### Famille
Son fils Bruno Kirby (1949 - 2006) était acteur.

## Filmographie

### Au cinéma
- 1970 : Catch 22 de Mike Nichols : docteur
- 1971 : How to Frame a Figg : Dale Groat
- 1972 : J.W. Coop : conducteur du camion-citerne
- 1972 : Another Nice Mess
- 1976 : The Commitment : Simon Benson
- 1979 : Fyre : le père
- 1979 : Les Muppets, le film (The Muppet Movie) de James Frawley : surveillant d'entrée
- 1985 : Sweet Dreams de Karel Reisz : Arthur Godfrey
- 1986 : Stand by Me de Rob Reiner : M. Quidacioluo
- 1986 : Armé et dangereux (Armed and Dangerous) de Mark L. Lester : capitaine de police
- 1987 : Happy New Year de John G. Avildsen : chauffeur de taxi
- 1987 : Balance maman hors du train (Throw Momma from the Train) de Danny DeVito : détective DeBenedetto
- 1988 : The In Crowd : Morris
- 1988 : Les Fantômes d'Halloween (Lady in White) de Frank LaLoggia : Cabbie
- 1989 : The Big Picture de Christopher Guest : homme d'affaires
- 1990 : Bad Jim : un client
- 1993 : Mr. Wonderful d'Anthony Minghella : Dante
- 1995 : Rave Review : Milton Mandler
- 1996 : The Cottonwood
- 1998 : A Bold Affair : Walter
- 2004 : Collision (Crash) de Paul Haggis : Pop Ryan
- 2004 : The Cure for a Diseased Life (vidéo) : Lee Roberts
- 2008 : 2H22 (2:22) de Phillip Guzman : Norman Penn

### À la télévision
- 1961 : Car 54, Where Are You? (série) : officier Kissel
- 1970 : The Other Man : Dr Brookner
- 1971 : Thief : Beffy
- 1973 : The Marcus-Nelson Murders : sergent Dan McCartney
- 1973 : Columbo : Adorable mais dangereuse (Columbo: Lovely but Lethal) (série) : Lab Attendant
- 1974 : Columbo : Entre le crépuscule et l'aube (Columbo: By Dawn´s Early Light) (série) : sergent George Kramer
- 1975 : Columbo : État d'esprit (Columbo: A Deadly State of Mind) (série) : sergent George Kramer
- 1975 : Man on the Outside : Scully
- 1975 : Columbo : Jeu d'identité (Columbo: Identity Crisis) (série) : sergent George Kramer
- 1975 : Conspiracy of Terror : sergent Brisbane
- 1976 : Columbo : La Montre témoin (Columbo: Last Salute to the Commodore) (série) : sergent George Kramer
- 1976 : Holmes et Yoyo (Holmes and Yo-Yo) (série) : capitaine Harry Sedford
- 1978 : Columbo : Meurtre parfait (Columbo: Make Me a Perfect Murder) (série) : Barnaby, le réparateur de télévisions
- 1979 : Turnabout (série) : Al Brennan
- 1979 : Which Mother Is Mine? : Tom Denis
- 1981 : The Other Victim : Mead
- 1981 : Shannon (série) : inspecteur Schmidt
- 1983 : Branagan and Mapes : Barney Sutter
- 1988 : Frank Nitti: The Enforcer : Anton Cermack
- 1989 : Anything But Love (série) : Leo Miller (1989)
- 1989 : Arabesque (saison 6 - épisode 16 : L'Envers du décor) : Andy Butler
- 1990 : Columbo : Tout finit par se savoir (Columbo: Columbo cries Wolf) (série) : sergent George Kramer
- 1990 : Columbo : Votez pour moi (Columbo: Agenda for Murder) (série) : sergent George Kramer
- 1991 : Perry Mason: The Case of the Fatal Fashion : lieutenant détective Brennan
- 1992 : Une deuxième chance (Getting Up and Going Home)
- 1993 : The Odd Couple: Together Again : Zelnick
- 1995 : Columbo : Une étrange association (Columbo: Strange bedfellows) (série) : sergent Phil Brindle
- 1996 : Le Droit d'être mère (All She Ever Wanted)
- 1996 : A Different Kind of Christmas : Santa
- 1999 : Blood Money : oncle Joe